# Hans Kersig

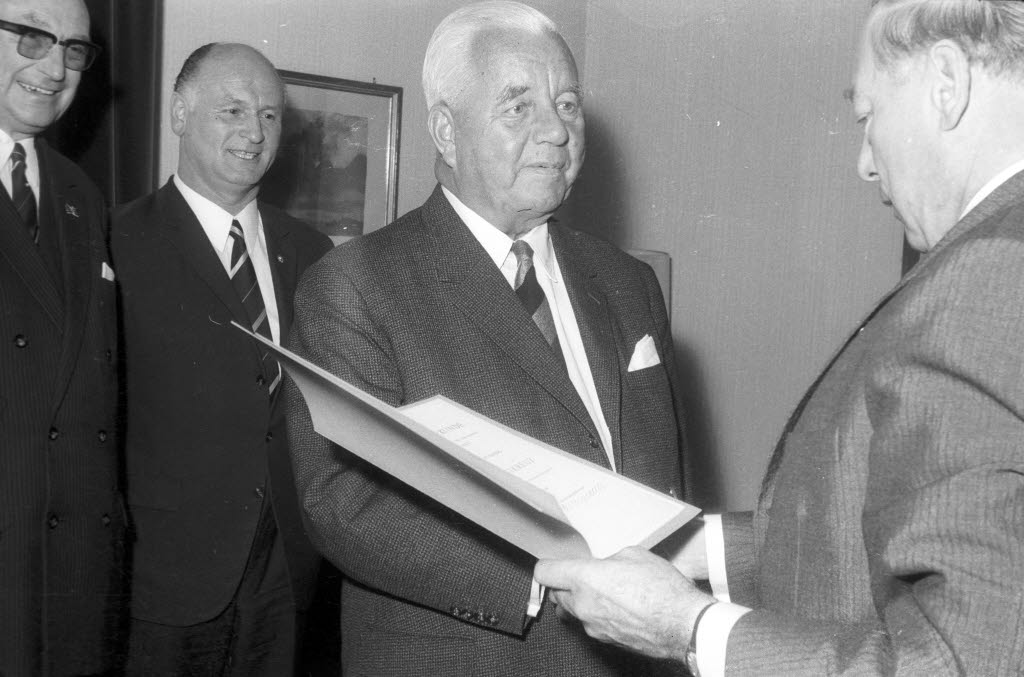
Hans Kersig (Bildmitte) bei der Verleihung des Bundesverdienstkreuzes durch Helmut Lemke (1969)

Hans Kersig (* 18. Dezember 1902 in Kiel; † 26. Oktober 1973 ebenda) war ein deutscher Politiker (NSDAP, FDP).

## Leben
Kersig besuchte die Oberrealschule II (später Max-Planck-Schule) und machte dort 1921 sein Abitur. Er studierte Betriebs- und Volkswirtschaftslehre sowie Rechtswissenschaften in Kiel und Frankfurt mit Diplom-Examen und Promotion. Es folgte eine Banklehre bei der Landschaftlichen Bank der Provinz Schleswig-Holstein, worauf er Prokurist der Heimstätte Schleswig-Holstein und stellvertretender Syndikus des Verbandes Schleswig-Holsteinischer Baugenossenschaften war. Danach war er Prokurist, später Direktor der Landesbank und Girozentrale Schleswig-Holstein, selbständiger Kaufmann und Inhaber der Firma Dr. Hans Kersig und deren Tochtergesellschaft sowie der Norddeutschen Bautenträger, gleichzeitig war er auch Geschäftsführer dieser Gesellschaft.
Im Frühjahr 1933 bemühte sich Kernig erstmals um die Aufnahme in die NSDAP, wurde aber Juli 1935 abgelehnt. 1937 bewarb er sich erneut um die Aufnahme, die zunächst durch den Kreisleiter Otto Ziegenbein verhindert wurde. Nach einer Niederlage vor dem NSDAP-Kreisgericht gelang es Kersig schließlich im November 1938 vor dem Gaugericht die Parteimitgliedschaft rückwirkend zum 1. Mai 1937 zu erzwingen (Mitgliedsnummer 5.721.710). Bereits seit Sommer 1933 war er Mitglied der Reiter-SS.
Im Oktober 1953 wurde Kersig Mitglied der FDP, bei der er Vorsitzender des Wirtschafts- und Aufbauausschusses in Schleswig-Holstein war. Von 1954 bis 1958 war er Mitglied des Landtags von Schleswig-Holstein sowie parlamentarischer Vertreter des Justizministers. Ferner war er Vorsitzender des Wirtschaftsausschusses und stellvertretender Vorsitzender des Ausschusses für Arbeit und Aufbau. Von 1959 bis 1969 war er Mitglied des Beirats der Friedrich-Naumann-Stiftung.
Kersig war mit Karla, geborene Gäde, verheiratet und hatte mit ihr drei Söhne.

## Veröffentlichungen
- Die Schleswig-Holsteinische Landschaft. Eine betriebswirtschaftliche Darstellung ihres Kreditsystems. Frankfurt am Main 1926 (Diss.).
- Die nivellierte Mittelstandsgesellschaft, Köln 1961 (Wirtschafts- u. sozialwiss. Diss.).